# Mesjid Dijiem
Mesjid Dijiem is een bestuurslaag in het regentschap Pidie van de provincie Atjeh, Indonesië. Mesjid Dijiem telt 505 inwoners (volkstelling 2010).